# Копчиньский, Михал
Ми́хал Копчи́ньский (пол. Michał Kopczyński; 15 июня 1992, Замосць, Польша) — польский футболист, полузащитник клуба «Легия».

## Клубная карьера
Михал — воспитанник футбольной академии варшавской «Легии», за которую выступает с 2000 года.
В составе молодёжной команды дважды стал чемпионом Польши в сезонах 2011/12 и 2012/13.
5 августа 2012 года дебютировал в основном составе «Легии» в матче Кубка Польши против клуба «Окоцимский». За 48 минут проведённых на поле Михал сумел отметиться забитым голом.. 19 августа 2012 года провёл первый матч в Экстарклассе, выйдя на замену в игре с «Короной». По итогам сезона варшавский клуб стал чемпионом и обладателем Кубка Польши.
Следующий матч за основную команду «Легии» Копчиньский провёл в сезоне 2013/14 в игре с «Заглембе».

## Достижения
«Легия»
- Чемпион Польши (2): 2012/13, 2013/14
- Обладатель Кубка Польши (2): 2012/13, 2015/16